# Rood eiken

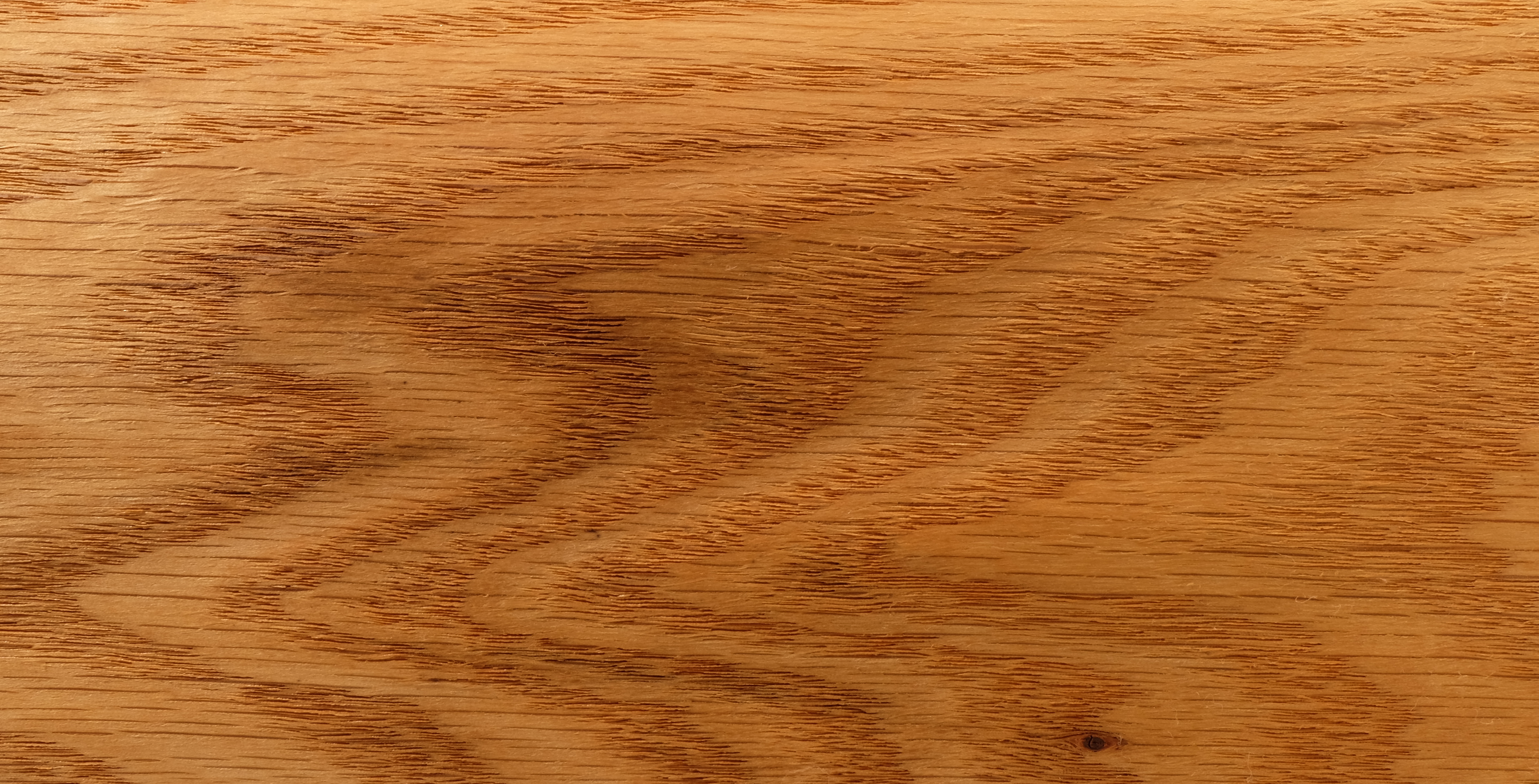
Dosse vlak

Rood eiken is een houtsoort, geleverd door bladverliezende eiken horend tot wat tegenwoordig Quercus sect. Lobatae heet. Het is ook te beschouwen als groep houtsoorten, waarbij de exacte fysische eigenschappen nogal kunnen verschillen, afhankelijk van de groeiplaats. Zo is hout naarmate het afkomstig is uit meer noordelijk gelegen groeiplaatsen in Noord-Amerika veelal langzamer gegroeid, met smallere groeiringen en dus zachter en lichter van massa. Dit dan in tegenstelling tot meer zuidelijk gelegen groeiplaatsen waar het sneller gegroeid is, met bredere groeiringen, zodat het dus sterker, harder en zwaarder van massa is, met een grotere neiging tot 'werken'.

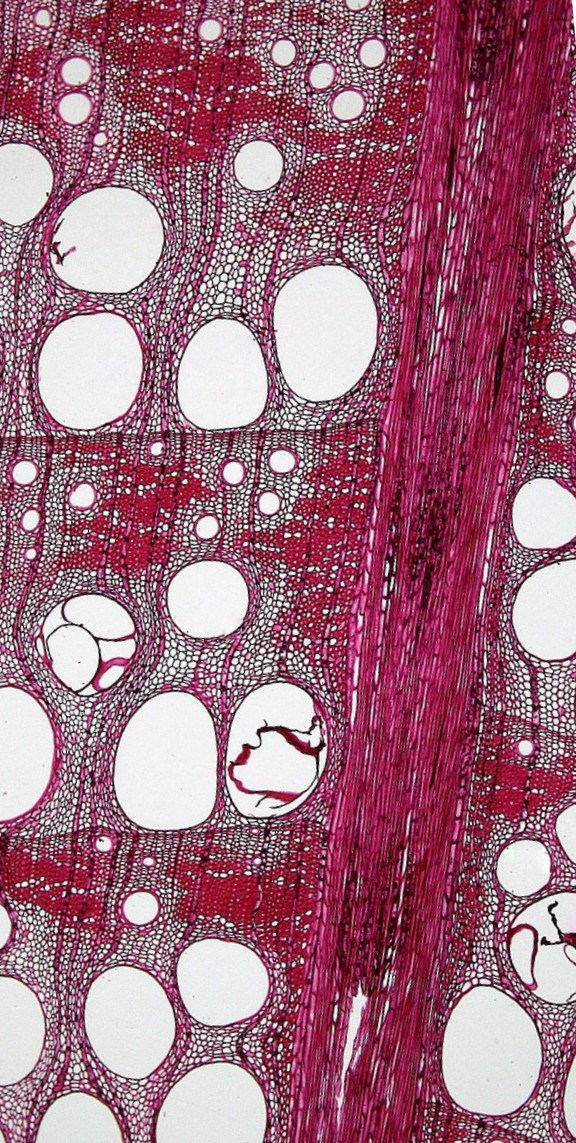
Kops vlak, onder de microscoop, van rood eiken: de vaatjes in het laathout zijn groter dan die in wit eiken en rond. Her en der toch wat thyllen

De handelsgroep van het rood eiken wordt onderscheiden naast die van het wit eiken, die geleverd wordt door bomen van wat tegenwoordig Quercus sect. Quercus heet. Zowel wit als rood eiken vertoont op kwartierse vlakken de bekende spiegels (al zijn ze bij rood eiken wat minder hoog), en op dosse vlakken de vlamtekening die alle ringporige houtsoorten tonen.
Toch is rood eiken in een aantal eigenschappen anders dan wit eiken. Het kernhout van rood eiken is duidelijk rood van kleur. Chemisch bezien is het anders zodat het kernhout minder duurzaam is, minder fel reageert op metalen en minder goed te 'logen' is. Anatomisch verschilt rood eiken in de thyllen die veel minder vaak aanwezig zijn en in het laathout dat grotere vaten heeft, die daarom ook rond in doorsnee zijn (dus niet hoekig). Dat de houtvaten niet afgesloten zijn door thyllen is te demonstreren door een niet te dik plakje kops rood eiken tegen het licht te houden, dan is te zien dat het licht door de gaatjes (van de poriën) valt.
De bekendste boomsoort die rood eiken levert is Quercus rubra; deze is ook in Europa aangeplant, in Nederland en Vlaanderen onder de naam Amerikaanse eik. Ook deze bomen leveren hout, dat dan als "inlands Amerikaans eiken" verhandeld wordt.
Bij verwerking van rood eiken dient ijzeren bevestigingsmateriaal vermeden te worden. Rood eiken is iets minder geschikt voor decoratieve toepassingen, maar wordt bijvoorbeeld wel gebruikt voor zware, 'oerdegelijke' eiken meubelen. Omdat de houtvaten (meestal) niet afgesloten zijn door thyllen maakt dat het niet geschikt is voor wijn- of whisky-vaten of voor de huid van een boot. Daarentegen is het juist wel doorlaatbaar voor verduurzamingsmiddelen en zo toch geschikt te maken voor een toepassing als bielzen.